# Setigeroclavula ascendens
Setigeroclavula ascendens är en svampart som beskrevs av R.H. Petersen 1988. Setigeroclavula ascendens ingår i släktet Setigeroclavula och familjen fingersvampar.   Inga underarter finns listade i Catalogue of Life.